# Davide Rigon

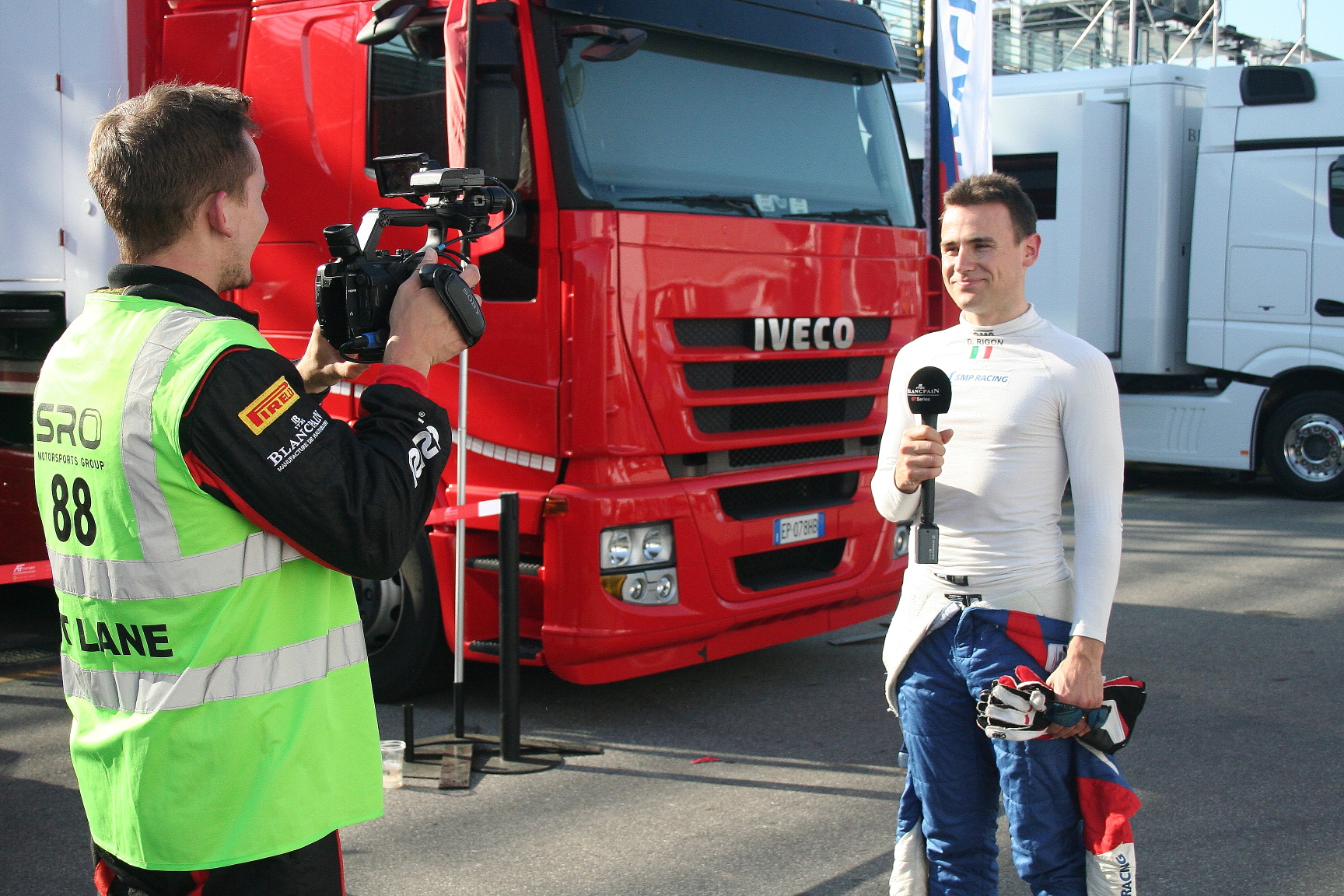
Davide Rigon (rechts) 2018

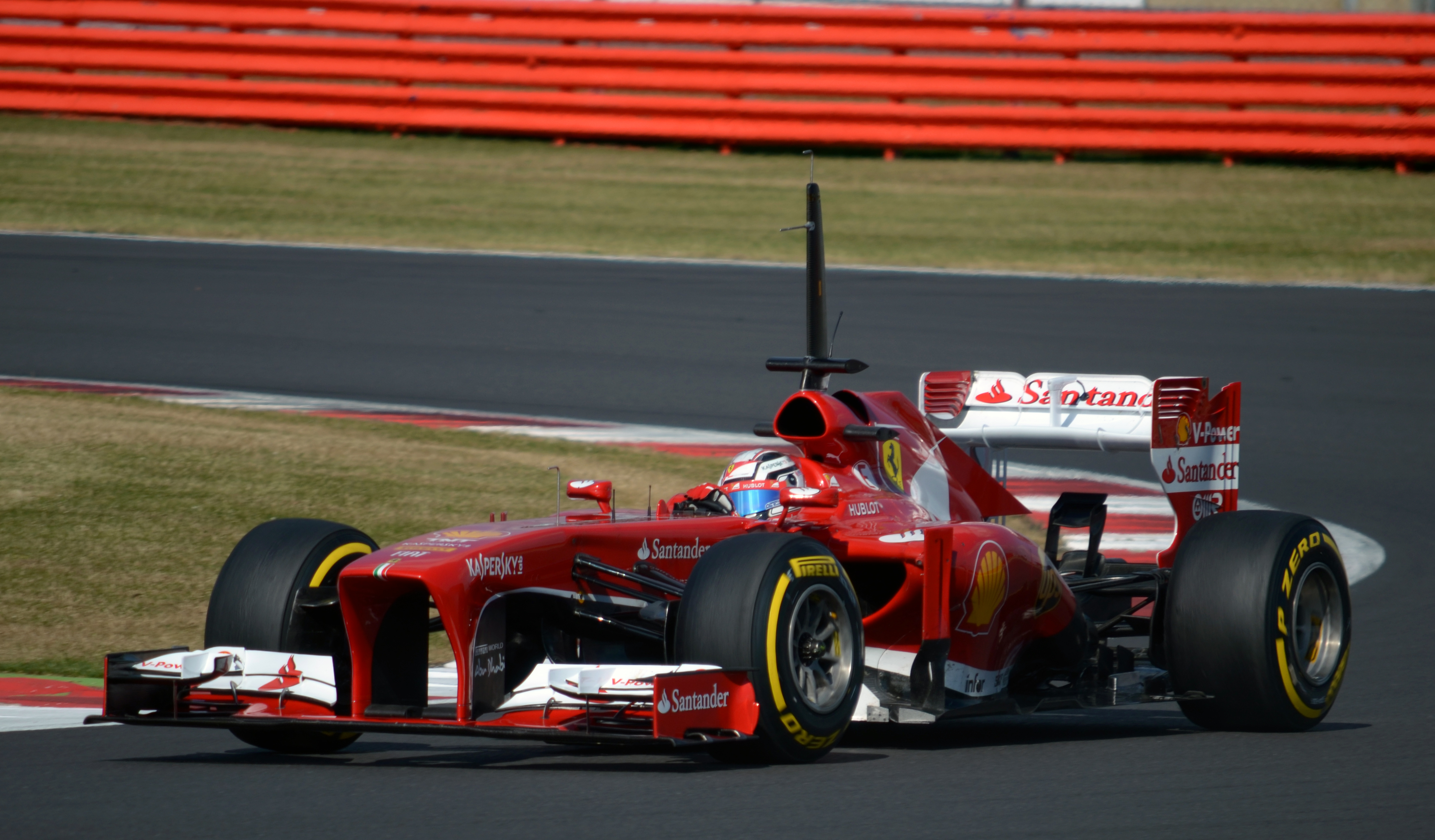
Davide Rigon im Ferrari F138

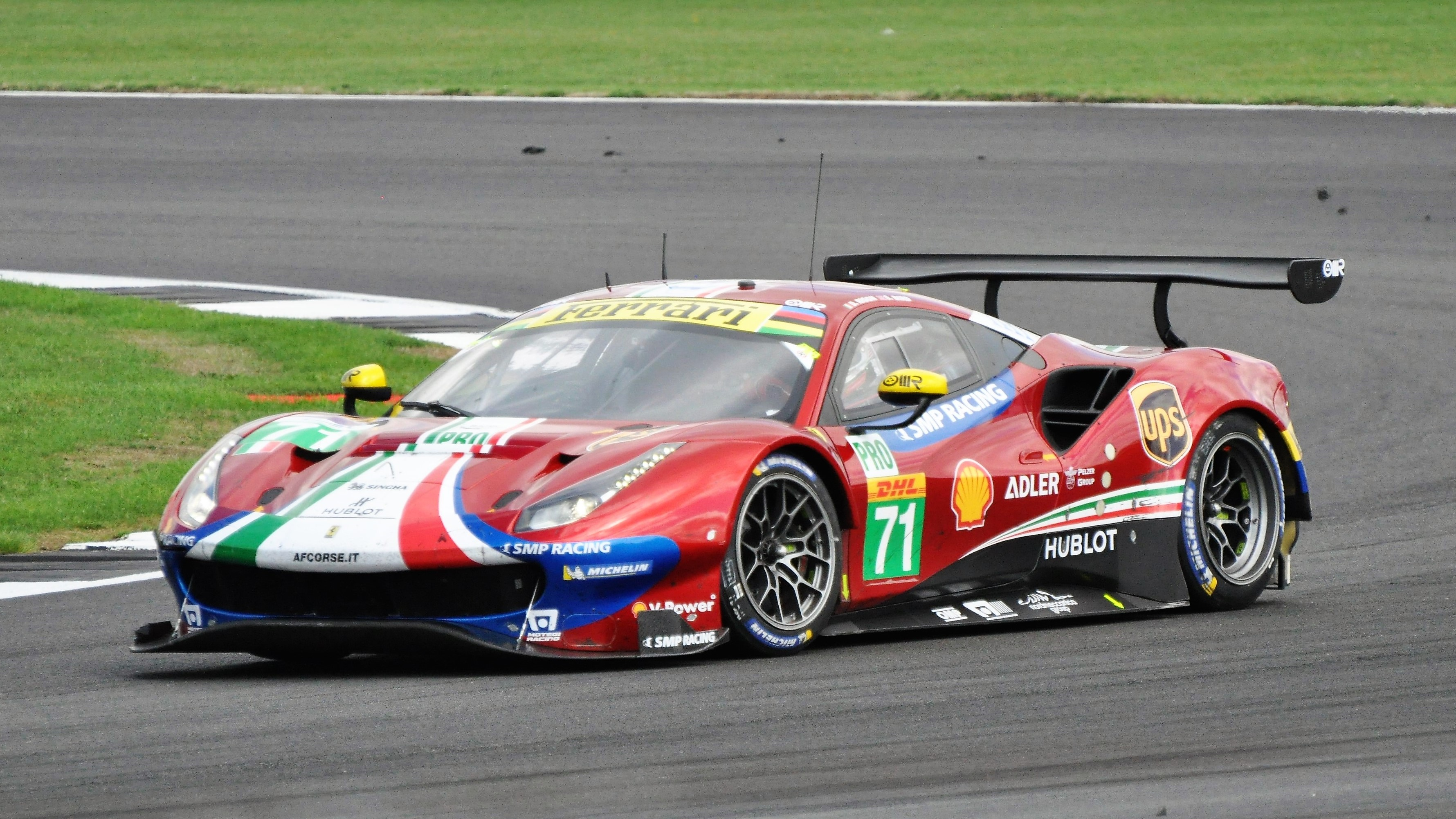
Davide Rigon im Ferrari 488 GTE beim 6-Stunden-Rennen von Silverstone 2018

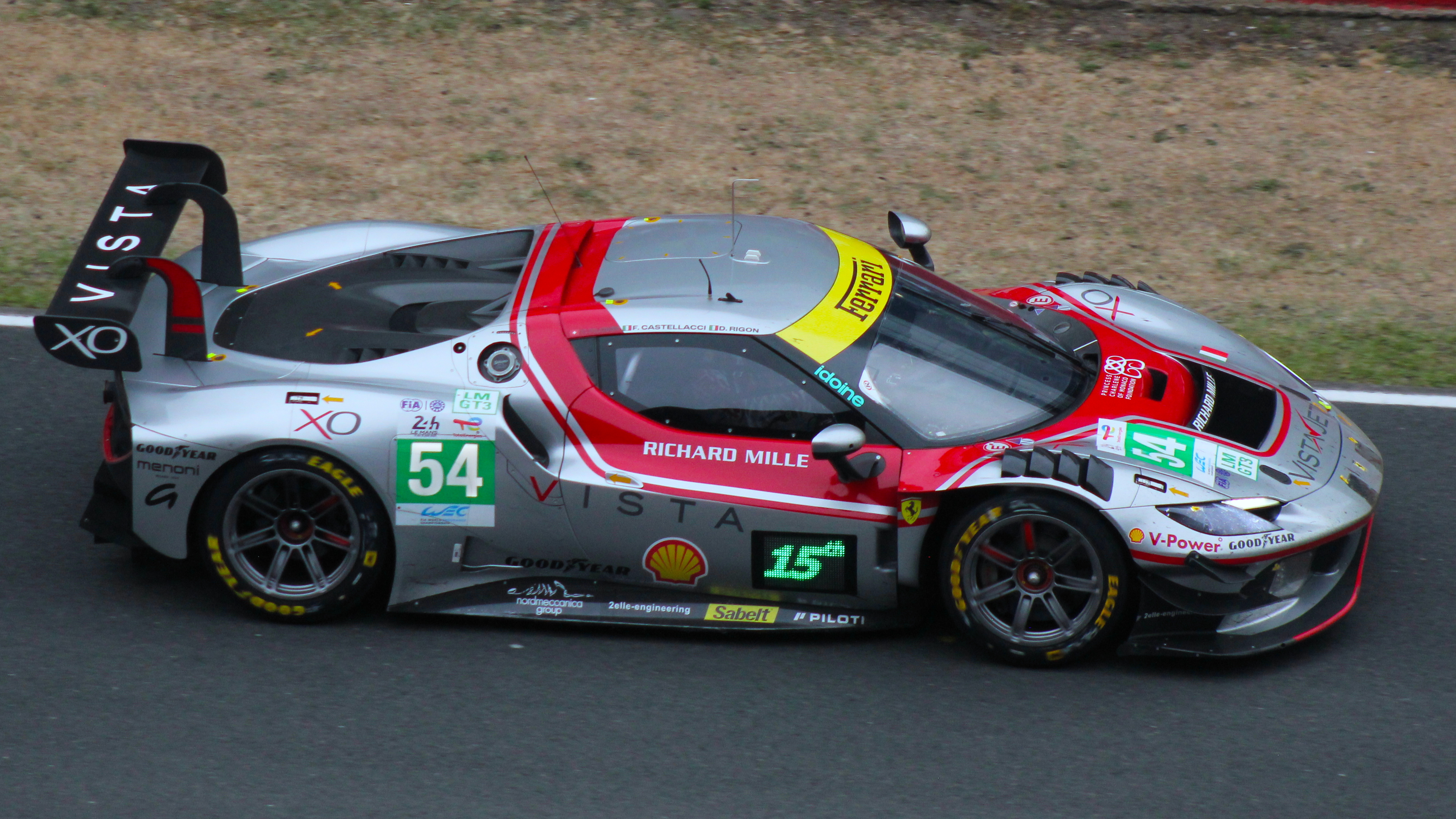
Der von Davide Rigon beim 24-Stunden-Rennen von Le Mans 2025 gefahrene Ferrari 296 GT3

Davide Rigon (* 26. August 1986 in Thiene, Provinz Vicenza) ist ein italienischer Automobilrennfahrer. Er gewann zweimal den Meistertitel der Superleague Formula (2008, 2010) und einmal den Meistertitel der Euroseries 3000 (2007).

## Karriere
Nachdem Rigon zwischen 1998 und 2002 im Kartsport aktiv gewesen war, startete er 2003 in der deutschen Formel BMW. Daraufhin startete Rigon 2004 eine halbe Saison in der italienischen Formel-3-Meisterschaft und wurde Elfter in der Gesamtwertung. Außerdem wurde er Vizemeister der italienischen Formel Gloria. Darüber hinaus nahm er an italienischen Formel-Renault-Rennen teil. 2005 war Rigon in mehreren Rennserien aktiv: In der italienischen Formel Renault gewann er ein Rennen und wurde schließlich Sechster in der Gesamtwertung. Mit fünf Siegen in zehn Rennen sicherte sich Rigon zudem den Meistertitel der Formel Azzurra. Außerdem ging Rigon bei vier Rennen der Formel Renault 3.5 an den Start und wurde in der Saison 26. in der Gesamtwertung. 2006 wurde Rigon mit vier Siegen Vizemeister der italienischen Formel-3-Meisterschaft. Außerdem startete er für Minardi bei zwei Rennen der Euroseries 3000 und belegte am Saisonende den 14. Gesamtrang.
2007 ging Rigon erneut für Minardi in der Euroseries 3000 an den Start und gewann den Meistertitel mit großem Vorsprung vor seinem Teamkollegen Diego Nunes. 2008 war der Italiener erneut in mehreren Rennserien, in der Internationalen Formel Master, der Euroseries 3000, der Superstars Series und der FIA-GT-Meisterschaft, aktiv. Rigon gewann ein Rennen in der GT2-Klasse der FIA-GT-Meisterschaft und wurde Achter dieser Wertung. Erfolge feierte Rigon 2008 in der Superleague Formula. Als Pilot des chinesischen Fußballvereins Beijing Guoan gewann Rigon mit drei Rennsiegen souverän den Meistertitel.
2009 startete Rigon in Katar als Nachfolger von Adrián Vallés für Trident Racing erstmals in der GP2-Asia-Serie. Mit einer Podest-Platzierung belegte Rigon am Saisonende den 17. Platz in der Gesamtwertung. Außerdem bestritt Rigon die europäische GP2-Serie für Trident Racing. Auf Grund finanzieller Probleme wurde Rigon an einem Rennwochenende durch Rodolfo González ersetzt. Nachdem er nach seiner Rückkehr seine ersten Punkte in der GP2-Serie geholt hatte, belegte er am Saisonende den 22. Gesamtrang. Außerdem startete er bei sieben Rennen der Superleague-Formula-Saison 2009 für das von GU-Racing International betreute Team von Olympiakos Piräus. Seine beste Platzierung dabei war ein zweiter Platz in Magny-Cours. 2010 kehrte Rigon in der Superleague Formula zurück und pilotierte als einziger Pilot den von Azerti Motorsport betreuten Boliden des RSC Anderlecht. Er gewann zweimal das erste Rennen und wurde dreimal „Weekend Winner“. Insgesamt stand er bei 31 Starts 16 Mal auf dem Podium und gewann am Saisonende den Meistertitel für den RSC Anderlecht. Rigon gelang es somit zum zweiten Mal einem Team in der Superleague Formula zum Meistertitel zu verhelfen.
Rigon, der bereits über Erfahrungen in einem Formel-1-Auto verfügt und 2005 Testfahrten für Minardi absolvierte, wurde 2011 Formel-1-Testfahrer bei der Scuderia Ferrari. Er führte dort hauptsächlich die Testarbeit im Simulator durch. Renneinsätze sollte Rigon 2011 in der GP2-Serie absolvieren. Nachdem James Jakes die Scuderia Coloni vor Saisonbeginn verlassen hatte, erhielt Rigon dessen Cockpit. Beim zweiten Lauf des ersten Rennwochenendes in Istanbul kollidierte Rigon auf der Start-Ziel-Geraden mit Julian Leal. Bei diesem Unfall wurde die Sicherheitszelle durch Aufhängungsteile des Fahrzeugs beschädigt und Rigon verletzt. Er zog sich mehrere Knochenbrüche am linken Schien- und Wadenbein zu. Bei einer anschließenden Operation wurden ihm 21 Stifte zur Stabilisierung eingesetzt. Er fiel für den Rest der Saison aus. In der Gesamtwertung belegte er den 29. Gesamtrang. Anfang 2012 wurde Rigons Testfahrer-Vertrag mit der Scuderia Ferrari bis zum Ende der Saison 2013 verlängert. Renneinsätze absolvierte er 2012 in der Blancpain Endurance Series. Zusammen mit Stefano Gattuso und Daniel Zampieri erreichte er den zehnten Platz der GT3-Pro-Wertung. Darüber hinaus nahm er an je einer Veranstaltung der Formel Renault 3.5 und der SPEED EuroSeries teil.

## Statistik

### Karrierestationen
| - 1998–2002: Kartsport - 2003: Deutsche Formel BMW (Platz 17) - 2003: Italienische Formel Gloria, Winterserie - 2004: Italienische Formel Gloria (Platz 2) - 2004: Italienische Formel 3 (Platz 11) - 2004: Italienische Formel Renault - 2004: Italienische Formel Renault, Winterserie (Platz 2) - 2005: Formel Azzurra (Meister) - 2005: Formel Renault 3.5 (Platz 26) - 2005: Italienische Formel Renault (Platz 6) - 2006: Italienische Formel 3 (Platz 2) | - 2006: Euroseries 3000 (Platz 14) - 2007: Euroseries 3000 (Meister) - 2008: Superleague Formula (Meister) - 2008: Euroseries 3000 (Platz 15) - 2008: Internationale Formel Master (Platz 29) - 2008: FIA-GT-Meisterschaft, GT2 (Platz 8) - 2008: Superstars Series (Platz 6) - 2009: GP2-Asia-Serie (Platz 17) - 2009: GP2-Serie (Platz 22) - 2009: Superleague Formula - 2010: Superleague Formula (Meister) | - 2011: GP2-Serie (Platz 29) - 2011: Formel 1 (Testfahrer) - 2012: Blancpain Endurance Series, GT3-Pro (Platz 10) - 2012: Formel Renault 3.5 (Platz 33) - 2012: SPEED EuroSeries (Platz 33) - 2012: Formel 1 (Testfahrer) - 2013: Formel 1 (Testfahrer) - 2014: Formel 1 (Testfahrer) - 2015: Formel 1 (Testfahrer) - 2016: Formel 1 (Testfahrer) |

### Le-Mans-Ergebnisse
| Jahr | Team           | Fahrzeug               | Teamkollege           | Teamkollege     | Platzierung     | Ausfallgrund      |
| ---- | -------------- | ---------------------- | --------------------- | --------------- | --------------- | ----------------- |
| 2014 | AF Corse       | Ferrari 458 Italia GT2 | Pierre Kaffer         | Olivier Beretta | Ausfall         | Motorschaden      |
| 2015 | AF Corse       | Ferrari 458 Italia GT2 | James Calado          | Olivier Beretta | Rang 21         |                   |
| 2016 | AF Corse       | Ferrari 488 GTE        | Andrea Bertolini      | Sam Bird        | Ausfall         | Chassis gebrochen |
| 2017 | AF Corse       | Ferrari 488 GTE        | Miguel Molina         | Sam Bird        | Rang 21         |                   |
| 2018 | AF Corse       | Ferrari 488 GTE        | Miguel Molina         | Sam Bird        | Rang 24         |                   |
| 2019 | AF Corse       | Ferrari 488 GTE        | Miguel Molina         | Sam Bird        | Ausfall         | Motorschaden      |
| 2020 | AF Corse       | Ferrari 488 GTE Evo    | Miguel Molina         | Sam Bird        | nicht klassiert |                   |
| 2022 | AF Corse       | Ferrari 488 GTE        | Miguel Molina         | Antonio Fuoco   | Rang 30         |                   |
| 2023 | AF Corse       | Ferrari 488 GTE Evo    | Francesco Castellacci | Thomas Flohr    | Rang 31         |                   |
| 2024 | Vista AF Corse | Ferrari 296 GT3        | Francesco Castellacci | Thomas Flohr    | Ausfall         | Unfall            |
| 2025 | Vista AF Corse | Ferrari 296 GT3        | Francesco Castellacci | Thomas Flohr    | Ausfall         | Getriebeschaden   |

### Sebring-Ergebnisse
| Jahr | Team              | Fahrzeug                 | Teamkollege          | Teamkollege   | Platzierung | Ausfallgrund |
| ---- | ----------------- | ------------------------ | -------------------- | ------------- | ----------- | ------------ |
| 2016 | Risi Competizione | Ferrari 488 GTE          | Giancarlo Fisichella | Toni Vilander | Rang 13     |              |
| 2022 | Risi Competizione | Ferrari 488 GT3 Evo 2020 | Eddie Cheever III    | Daniel Serra  | Rang 30     |              |
| 2023 | Risi Competizione | Ferrari 296 GT3          | Gabriel Casagrande   | Daniel Serra  | Rang 19     |              |
| 2024 | Risi Competizione | Ferrari 296 GT3          | James Calado         | Daniel Serra  | Rang 21     |              |
| 2025 | DragonSpeed       | Ferrari 296 GT3          | Albert Costa         | Giacomo Altoè | Rang 22     |              |

### Einzelergebnisse in der FIA-Langstrecken-Weltmeisterschaft
| Saison  | Team             | Rennwagen          | 1   | 2   | 3   | 4   | 5   | 6   | 7   | 8   | 9   |
| ------- | ---------------- | ------------------ | --- | --- | --- | --- | --- | --- | --- | --- | --- |
| 2013    | Star Motorsports | Ferrari 458 Italia | SIL | SPA | LEM | SAO | AUS | FUJ | SHA | BAH |     |
| 2013    | Star Motorsports | Ferrari 458 Italia |     |     |     | 15  |     | 20  | 18  | 15  |     |
| 2014    | AF Corse         | Ferrari 458 Italia | SIL | SPA | LEM | AUS | FUJ | SHA | BAH | SAO |     |
| 2014    | AF Corse         | Ferrari 458 Italia | 11  | 15  | DNF | 19  | 14  | 18  | 15  | 9   |     |
| 2015    | AF Corse         | Ferrari 458 Italia | SIL | SPA | LEM | NÜR | AUS | FUJ | SHA | BAH |     |
| 2015    | AF Corse         | Ferrari 458 Italia | 11  | 22  | 21  | 17  | 16  | 16  | 17  | 24  |     |
| 2016    | AF Corse         | Ferrari 488 GTE    | SIL | SPA | LEM | NÜR | MEX | AUS | FUJ | SHA | BAH |
| 2016    | AF Corse         | Ferrari 488 GTE    | 17  | 14  | DNF | 19  | 18  | 18  | 20  | 21  | 21  |
| 2017    | AF Corse         | Ferrari 488 GTE    | SIL | SPA | LEM | NÜR | MEX | AUS | FUJ | SHA | BAH |
| 2017    | AF Corse         | Ferrari 488 GTE    | 17  | 17  | 21  | 25  | 15  | 15  | 16  | 19  | 14  |
| 2018/19 | AF Corse         | Ferrari 488 GTE    | SPA | LEM | SIL | FUJ | SHA | SEB | SPA | LEM |     |
| 2018/19 | AF Corse         | Ferrari 488 GTE    | 15  | 24  | 27  | 22  | 15  | 15  | 20  | DNF |     |
| 2019/20 | AF Corse         | Ferrari 488 GTE    | SIL | FUJ | SHA | BAH | AUS | SPA | LEM | BAH |     |
| 2019/20 | AF Corse         | Ferrari 488 GTE    | DNF | 17  | 18  | 14  | 17  | 14  | DNF | 10  |     |
| 2022    | AF Corse         | Ferrari 488 GTE    | SEB | SPA | LEM | MON | FUJ | BAH |     |     |     |
| 2022    | AF Corse         | Ferrari 488 GTE    |     |     | 30  |     | 26  |     |     |     |     |
| 2023    | AF Corse         | Ferrari 488 GTE    | SEB | POR | SPA | LEM | MON | FUJ | BAH |     |     |
| 2023    | AF Corse         | Ferrari 488 GTE    | 21  | 24  | DNF | 31  | 31  | 23  | 25  |     |     |
| 2024    | AF Corse         | Ferrari 296 GT3    | KAT | IMO | SPA | LEM | SAO | AUS | FUJ | BAH |     |
| 2024    | AF Corse         | Ferrari 296 GT3    | 20  | 29  | 21  | DNF | 32  | DNF | 13  | 21  |     |
| 2025    | AF Corse         | Ferrari 296 GT3    | KAT | IMO | SPA | LEM | SAO | AUS | FUJ | BAH |     |
| 2025    | AF Corse         | Ferrari 296 GT3    | 25  | 23  | 17  | DNF | 28  |     |     |     |     |